# Cunaxa heterostriata
Cunaxa heterostriata är en spindeldjursart som beskrevs av Alexander A. Khaustov och Kuznetzov 1998. Cunaxa heterostriata ingår i släktet Cunaxa och familjen Cunaxidae. Inga underarter finns listade i Catalogue of Life.